# Перепілка китайська

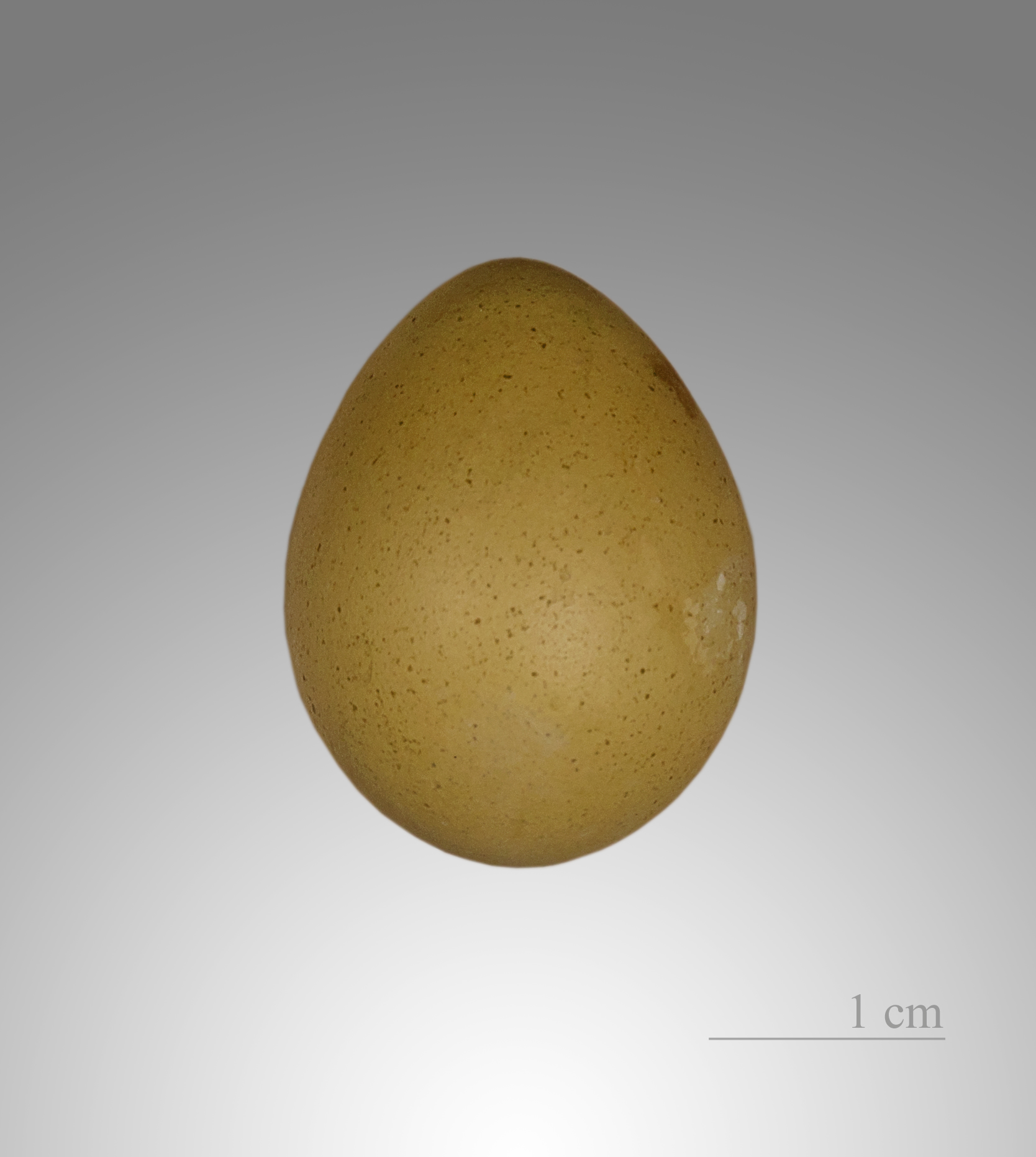
Synoicus chinensis

Перепілка китайська (Synoicus chinensis) — птах родини фазанових (Phasianidae), один з понад десятка видів під загальною назвою перепілка.
Розповсюджена у Південно-східній Азії, на південь аж до Північної Австралії. Надзвичайно красивий птах, якого часто утримують в неволі як декоративного. Зверху він забарвлений в бурий колір, а грудка у нього руда, з чорно-білим рисунком на горлі та підборідді. Тому його ще називають розписаною перепілкою. Гніздяться к. перепілки на трав'яних луках. Дзьоб чорний, ноги оранжево-жовті (у звичайної перепілки коричневі). Самка зверху сіра, знизу ж — світло-коричнева, усе пір'я з темно-коричневими кінчиками. Птахи будують гніздо на землі із сухої трави і листя. Цей вид живе постійними парами, а у вирощуванні потомства бере участь і самець, який охороняє гніздо, відганяє від гніздової території суперників і разом із самкою виводить пташенят. У кладці 4-6 яєць оливкоко-коричневого забарвлення, інколи з плямами. Насиджування яєць триває 16-17 днів.